# Топологія

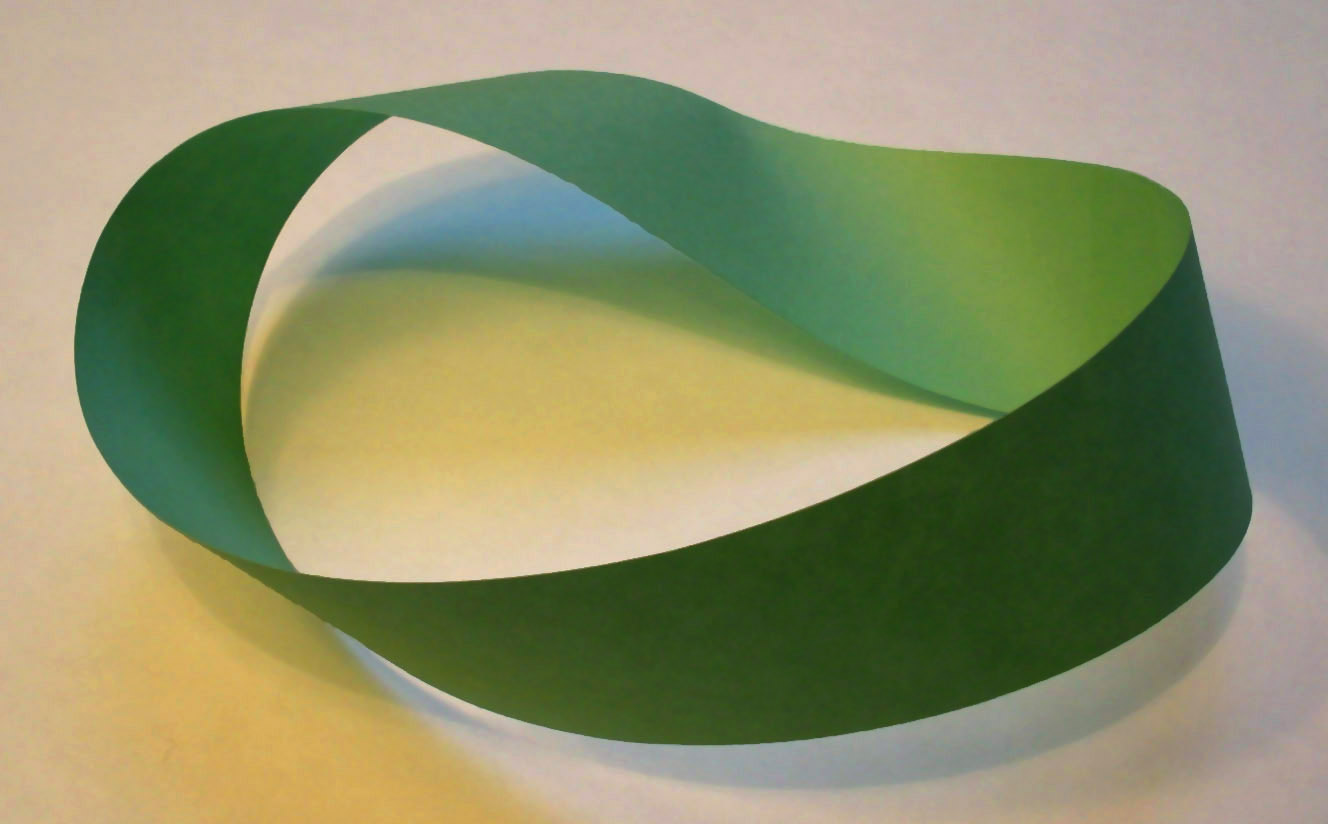
Стрічка Мебіуса, цікава тим, що має лише одну поверхню; такі форми є об'єктом вивчення топології.

Тополо́гія (грец. τόπος — місце, logos — наука) — розділ математики, який наближений до геометрії.
У той час як алгебра починається з розглядання операцій, геометрія — фігур, а математичний аналіз — функцій; найфундаментальніше поняття топології — неперервність.

## Загальний опис
Неперервне відображення деформує простір, не розриваючи його, при цьому окремі точки або частини простору можуть склеїтися (поєднатися), але близькі точки залишаються близькими. На відміну від геометрії, де розглядаються переважно метричні характеристики, такі як довжина, кут і площа, у топології ці характеристики вважаються несуттєвими і натомість вивчаються такі фундаментальніші властивості фігури, як зв'язність (кількість шматків, дірок тощо) або можливість неперервно здеформувати її до сфери і зворотно (це можливо для поверхні куба, але неможливо для поверхні тора).
Аксіоматика топології побудована на засадах теорії множин, але провідну роль у дослідженнях з сучасної топології відіграють насамперед алгебраїчні і геометричні методи. Об'єктами дослідження топології є топологічні простори, спільне узагальнення таких структур як граф, поверхня у тривимірному просторі і множина Кантора, та відображення між ними. При цьому досліджуються властивості топологічних просторів як в малому (локальні), так і в цілому (глобальні). Серед різноманітних напрямків топології відзначимо наближену до теорії множин загальну топологію, яка вивчає такі загальні властивості абстрактних топологічних просторів як компактність або зв'язність, та алгебричну топологію, яка намагається описати топологічні простори за допомогою їхніх алгебраїчних інваріантів, наприклад чисел Бетті та фундаментальної групи. Геометрична топологія вивчає топологічні простори геометричного походження, зокрема вузли у тривимірному евклідовому просторі і тривимірні многовиди. До геометричної топології належить одна із найвизначніших і найвідоміших математичних проблем, гіпотеза Пуанкаре, яку нарешті (2003 р.) довів російський математик Григорій Перельман.
Поряд з алгеброю і геометрією, топологічні методи широко використовуються у функціональному аналізі, теорії динамічних систем і сучасній математичній фізиці.
Термін топологія використовується для позначення як математичної дисципліни, так і для певної математичної структури, дивись топологічний простір.

## Рання історія

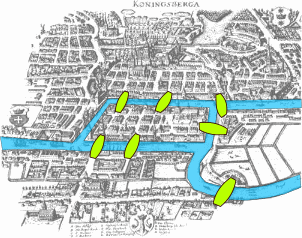
Сім мостів Кенігсберга — перша задача топології, що була розглянута Л. Ейлером.

Початкові дослідження з топології належать Леонарду Ейлеру.
Вважається, що стаття Ейлера «Solutio problematis ad geometriam situs pertinentis» («Розв'язання питання, пов'язаного з геометрією положення»), надрукована у 1736 р., містила перші результати з топології. Нова точка зору, яку запропонував Ейлер, полягала в тому, щоб під час вивчання певних питань з геометрії відмовитися від розглядання метричних властивостей геометричних фігур, таких як довжина та площа. Так, у 1750 р. у листі до Гольдбаха Ейлер повідомив про свою славетну формулу: В — Р + Г = 2, яка пов'язує кількість вершин В, ребер Р і граней Г опуклого багатогранника.
В 1895 р. Анрі Пуанкаре опублікував цикл статей Analysis Situs, у яких заклав підвалини алгебричної топології. Удосконалюючи попередні дослідження стосовно зв'язності топологічних просторів, Пуанкаре впровадив поняття гомотопії і гомології та надав визначення фундаментальної групи.
У певному розумінні, роботи Пуанкаре підвели підсумок дослідженням Ейлера, Люіл'є, Гауса, Рімана, Лістінга, Мебіуса, Жордана, Клейна, Бетті та ін. з комбінаторної та геометричної топології. Важливою відзнакою майже всіх цих робіт, включаючи Пуанкаре, був їхній інтуїтивний характер. Водночас з істотною кількістю прикладів топологічних об'єктів і результатів щодо їхніх властивостей, новій галузі математики бракувало чи не найголовнішого: строгого визначення об'єктів її дослідження, тобто, сучасною мовою, топологічних просторів.
Усвідомлення важливості топологічної парадигми у математичному аналізі, пов'язаної із строгим обґрунтуванням границь, неперервності та компактності у роботах Больцано, Коші, Вейєрштрасса, Кантора та ін. призвело до аксіоматичного визначення основних понять топології і розвитку загальної топології, а разом з нею і топології векторних просторів, функціонального аналізу. Таким чином, проблеми аналізу утворюють друге, великою мірою, незалежне від питань геометрії, джерело для розвитку топології. Слід відзначити що ще й досі шляхи розвитку загальної і алгебраїчної топології майже не перетинаються.
Загальновизнана нині аксіоматика топології ґрунтується на теорії множин, яка була утворена Георгом Кантором у другій половині 19-го століття. У 1872 р. Кантор надав означення відкритих і замкнених множин дійсних чисел. Цікаво відзначити, що Кантор надійшов до деяких ідей теорії множин, наприклад, множини Кантора, у межах своїх досліджень з рядів Фур'є.
Систематизуючи роботи Георга Кантора, Віто Вольтерри, Чезаре Арцели, Жака Адамара та ін., в 1906 році Моріс Фреше означив поняття метричного простору. Трохи пізніше було усвідомлено, що метричний простір — це частковий випадок загальнішого поняття, топологічного простору. У 1914 р. Фелікс Гаусдорф використав термін «топологічний простір» у близькому до сучасного змісті (розглянуті ним топологічні простори зараз називають гаусдорфовими).

### Походження назви
Власне термін «топологія» («topologie» німецькою мовою) вперше з'явився лише в 1847 р. у статті Лістінга Vorstudien zur Topologie. Однак на той час Лістінг вже понад 10 років використовував цей термін в своїх листуваннях. «Topology», англійську форму терміну, запропонували 1883 року у журналі Nature для того щоб розрізнити якісну геометрію від геометрії звичайної, в якій превалюють кількісні співвідношення. Слово topologist — тобто тополог, в розумінні «спеціаліст з топології» вперше використали в 1905 в журналі The Spectator.
Завдяки впливу згаданих вище статей Пуанкаре, топологія тривалий час була знана ще під назвою Analysis Situs (лат. аналіз місця).

## Інтуїтивне пояснення
Топологічні простори природно з'являються в багатьох розділах математики. Це робить топологію надзвичайно універсальним інструментом для математиків. Загальна топологія визначає і вивчає такі властивості просторів і відображень між ними як зв'язність, компактність та неперервність. Алгебрична топологія використовує об'єкти абстрактної алгебри, а особливо теорії категорій для вивчення топологічних просторів і відображень між ними.
Щоб зрозуміти, для чого потрібна топологія, можна навести такий приклад: в деяких геометричних задачах не так важливо знати точну форму об'єктів, як знати як вони розташовані. Якщо розглянути квадрат і коло (контури), здавалося б такі різні фігури, можна помітити дещо спільне: обидва об'єкти є одновимірними та обидва розділяють простір на дві частини — внутрішність та зовнішність.
Темою однієї з найперших статей (автор — Леонард Ейлер) з топології була демонстрація того, що неможливо знайти шлях в місті Кенігсберг (тепер Калінінград), який би проліг через кожен з семи міських мостів рівно по одному разу. Цей результат не залежав ні від довжини мостів, ні від відстані між ними. Впливали лише властивості зв'язності: які мости зв'язують які острови чи береги. Ця задача Семи мостів Кенігсбергу є показовою при вивченні математики, також вона стала засадничою в розділі математики, що називається теорія графів.
Схожою є теорема про причісування їжака з алгебраїчної топології, в якій говориться таке: «неможливо зачесати волосся на кулі в один бік». Цей факт є достатньо наочним і багато людей відразу знаходять розуміння, однак її формальний запис для багатьох не є очевидним: не існує ненульового неперервного поля дотичних векторів на сфері. Як і з Кенігсберзькими мостами, результат не залежить від точної форми сфери; твердження виконується і для грушоподібних форм, навіть для загальніших — краплеподібних форм (з деякими умовами на гладкість поверхні), при загальній умові відсутності дірок.
Отже для того, щоб розв'язувати подібні задачі, які насправді не потребують відомостей про точну форму об'єктів, потрібно чітко знати, від яких же властивостей залежить розв'язок таких задач. Відразу виникає потреба в визначенні топологічної еквівалентності. Неможливість пройти кожним з мостів по одному разу відноситься також до будь-якого розташування мостів, еквівалентного Кенігсберзькому; теорема волохатої кулі може бути застосована до будь-якого об'єкта топологічно еквівалентного кулі.

Неперервна деформація кавової чашки в бублик (тор). Таке перетворення називають гомотопією.

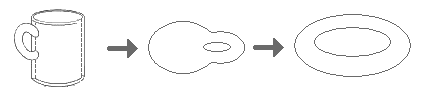
Фази перетворення чашки в бублик

Інтуїтивно, два топологічних простори є еквівалентними (гомеоморфними), якщо один може бути перетворений в інший без відрізань або склеювань. Традиційним є такий жарт: тополог не може відрізнити чашку кави, з якої вона п'є, від бублика, який вона їсть, оскільки достатньо гнучкий бублик можна легко перетворити у форму чашки, створивши заглиблення і збільшуючи його, водночас зменшуючи дірку до розмірів ручки.
Як просте початкове завдання можна класифікувати літери Латинської абетки в термінах топологічної еквівалентності. (Будемо вважати, що товщина ліній, з яких складено літери ненульова.) В більшості шрифтів що зараз застосовуються існує клас літер рівно з однією діркою: {a, b, d, e, o, p, q}, клас літер без дірок: {c, f, h, k, l, m, n, r, s, t, u, v, w, x, y, z}, та клас літер, що складаються з двох шматків: {i, j}. Літера «g» може належати або класу літер з однією діркою, або (в деяких шрифтах) це може бути літера з двома дірками (якщо її хвостик був замкнений). Для складнішого прикладу можна розглянути випадок нульової товщини ліній; можна розглянути різні топології в залежності від того, який шрифт обрати. Топологія літер має своє практичне застосування в трафаретній типографії: наприклад, шрифт Braggadocio може бути вирізаний з площини, не розпавшись після цього.
У початкових дослідженнях для пояснення ефектів елементарної довжини користувалися «природною топологією». При цьому цю довжину розглядали як деяке фундаментальне число {\displaystyle \lambda } таке, що усі вимірювані довжини є цілими числами, кратними {\displaystyle \lambda }. Це інтерпретували так: відстань між двома частинками не можна виміряти із точністю, більшою від {\displaystyle \lambda }; крім того, ця відстань повинна бути кратною {\displaystyle \lambda }. Теорія розсіювання, побудована за допомогою квантової електродинаміки, була не в стані пояснити аномальні результати експериментів по розсіюванню пар електрон-позитрон. З метою пояснення аномальної ситуації було уведене поняття топологічного потенціалу, який є наслідком існування елементарної довжини. Було поставлене питання про те, який клас топологій, будучи поміщеним на системі координат частинки, сумісний із декотрими природними вимогами до елементарної довжини. За уведення топології елементарної довжини виходять з визначення довжини й елементарної довжини на нормованому лінійному просторі {\displaystyle (x,||\cdot ||),} де {\displaystyle ||\cdot ||} — норма, як функції
{\displaystyle f_{\lambda }:X\rightarrow \{n\lambda /n=0,1,2,...\},}
визначеної на множині {\displaystyle X.} Однак використання в якості базису топології елементарної довжини відкритих куль приводить до того, що набір відкритих куль, які відповідають фізично значущим й підходящим підмножинам множини {\displaystyle X,} дає дискретну топологію на {\displaystyle X.} Таким чином, для пояснення фізичної реальності необхідно змінювати базисну множину, на якій повинна задаватися топологічна структура. Довжини, які уводяться, повинні представляти з себе відстань між двома частинками, оскільки окрема частинка експериментально неспостережувана. Для цього уводять декартовий добуток {\displaystyle X\times X,} який представляє координатні простори двох частинок. Потім визначають похідні координати просторів {\displaystyle X_{c},X_{r},} які представляють відповідно центр мас цих частинок та їх відносне положення. Таким чином, у розглядуваній області теоретичної фізики структура топологічного простору виражає фундаментальну фізичну властивість. Проблема нескінченності подільності простору хвилювала стародавніх мислителів. Міркування на цю тему зустрічаються у апоріях Зенона.

## Вплив у межах математики
Топологія — одна з найбільш центрально-розташованих математичних дисциплін, у розумінні чисельності зв'язків і ступеня взаємного впливу з іншими розділами математики. Наведемо такі приклади.
- Теорема Гаусса — Бонне, яка пов'язує ейлерову характеристику поверхні з її кривиною — це перший з низки результатів стосовно топологічних властивостей геометричних об'єктів.
- Теорема уніформізації Рімана висвітлила дещо інший зв'язок між топологією і геометрією, до якого набагато пізніше (бл. 1975 р.) повернувся Терстон у своїй програмі геометризації.
- В роботах Рімана топологія була пов'язана також з комплексним аналізом і алгебраїчною геометрією ідеєю ріманової поверхні. На початку 20 ст. Герман Вейль повернувся до цієї теми у своїй книжці «Die Idee der Riemanniesche Flache», яка призвела до усвідомлення математиками поняття накриття і до подальшого розповсюдження топологічних методів, зокрема, у геометрії.
- Один з засновників топології, Анрі Пуанкаре, заклав підвалини теорії динамічних систем своїми дослідженнями з якісного (на відміну від кількісного) аналізу диференціальних рівнянь.
- Як було зазначено вище, дослідження з аналізу утворили одно з джерел для розвитку топології, і топологія не залишилася в боргу: так, аргументи пов'язані з компактністю (наприклад, теореми Арцела — Асколі і Банаха — Алаоглу) належать до стандартного знаряддя аналітиків, зокрема у функціональному аналізі.

- Слід також віддати належне роботам Давида Гільберта з обґрунтування варіаційного числення, які провістили майбутній вплив топології на проблеми диференціальної геометрії і глобального аналізу. Із розробленням топологічної теорії Морса, цей напрямок отримав один з своїх найпотужніших інструментів.
- Дослідження з топології поверхонь та тривимірних многовидів, які великою мірою визначаються своєю фундаментальною групою, призвели до розвитку абстрактної теорії груп.
- Топологічні студії польської математичної школи мали великий вплив на принаймні дві галузі математики, які відпочкувалися від топології і перетворилися на самостійні дисципліни: теорію графів і теорію фракталів.
- Топологічні ідеї призвели у роботі Ейленберга — Маклейна до виникнення теорії категорій, яка не тільки мала неабиякий вплив на подальший розвиток алгебраїчної топології і абстрактної алгебри, а і надала основу (або, принаймні, сподівання) для методологічного поєднання більшості з існуючих галузей математики.
- Трохи меншим за масштабом, проте надзвичайно впливовим, було застосування Андре Вейлем, Серром, Гротендіком там іншими топологічних методів у алгебраїчній геометрії.
- Згадаємо також теорему Атія—Зінгера про індекс еліптичних операторів, яка винайшла чудову топологічну відповідь на, здавалося б, суто аналітичне питання.
- Починаючи з 60-х років 20 ст., топологічні методи відіграють поступово зростаючу роль у теоретичній фізиці, зокрема, у теорії гравітації і квантовій теорії поля. За дивним ефектом бумеранга, це відкрило нові горизонти у самій топології (наприклад, квантові інваріанти вузлів) і започаткувало нові напрямки розвитку в математиці (пор. інваріанти Дональдсона, Громова — Віттена та Зайберга — Віттена, а також квантові когомології і дзеркальна симетрія).
- Стівен Смейл із співавторами активно веде дослідження з топологічної теорії складності, а Майкл Фрідман з співавторами розробляє з прибл. 2000 р. теорію топологічних квантових обчислень.

Математична спільнота високо відзначила внесок топологів до розвитку математики. За період з 1936 по 2006 р., одна з найвищих відзнак у математиці, Медаль Філдса, була присуджена 48 математикам, 9 з них за дослідження саме у топології. У роботах ще декількох з лауреатів топологічні методи відігравали важливу роль.
- 2006 Григорій Перельман
- 1990 Едвард Віттен
- 1986 Майкл Фрідман
- 1982 Вільям Терстон
- 1970 Сергій Новіков
- 1966 Стівен Смейл
- 1966 Майкл Атія
- 1966 Олександр Гротендік
- 1962 Джон Мілнор
- 1958 Рене Том
- 1954 Жан-П'єр Серр
- 1936 Ларс Альфорс

Трьом з них премія була присуджена за розв'язання гіпотези Пуанкаре: Григорію Перельману за доведення оригінальної гіпотези стосовно тривимірної сфери, і Майклу Фрідману і Стівену Смейлу — за розв'язання аналогічного питання у чотирьох (Фрідман) і п'яти та більше вимірах (Смейл). Цікаво, що ще дві з Філдсовських премій було присуджено за результати про сфери: Джону Мілнору за відкриття 28 диференційовних структур на семивимірній сфері, та Жану-П'єру Серру за розробку методів обчислення гомотопічних груп сфер. Таким чином, п'ять з сорока восьми Філдсівських премій одержали дослідники сфер!

## Розділи Топології
- Загальна топологія
- Алгебраїчна топологія
- Диференціальна топологія
- Комбінаторна топологія[2]
- Молекулярна топологія[3]